# Лазар Романић
Лазар Романић (Крагујевац, 25. март 1998) српски је фудбалер који тренутно наступа за Кавасаки фронтале.

## Каријера
Романић је рођен Крагујевцу где су његови родитељи избегли из Книна током Операције Олуја. У млађим узрастима тренирао је у екипи Обреновац 1905 и Омладинцу из Нових Бановаца, пре него што је прешао у Црвену звезду. Услед запажених игара за омладинску селекцију тог клуба, Романић је потписао свој први професионални уговор. Сарадња је током јесени 2016. озваничена до летњег прелазног рока 2019. године. Крајем календарске године изабран је за најбољег омладинца, а почетком 2017. прикључен је првом тиму с којим је прошао припреме. До краја такмичарске 2016/17. прослеђен је ОФК Београду на двојну регистрацију. У том периоду је повремено наступао и за омладинску екипу Црвене звезде. Током лета 2017. године, услед велике конкуренције на позицијама у нападу, Романић је најпре отишао у Карпи који се тада такмичио у италијанској Серији Б. Међутим, како тај ангажман није остварен, вратио се у матични клуб. Недуго затим, прослеђен је чачанском Борцу на једногодишњу позајмицу. По њеном истеку, наредног лета, Романић је раскинуо уговор са Црвеном звездом. Крајем августа 2018. потписао је за Ламију, где је наступао пет сезона. Одиграо је 124 званичне утакмице и постигао 10 погодака, а клуб је напустио 2023. Исте године је приступио Желеничару из Панчева. Као капитен тог клуба је у јануару 2025. прешао у новосадску Војводину, а према писању медија обештећење је договорено на 500 хиљада евра. Потписао је уговор до 2028. године и задужио дрес с бројем 91. За тај клуб је наступио на свим званичним утакмицама до краја сезоне, уписавши 20 наступа уз 5 погодака, колико и асистенција. Почетком августа исте године отишао је у Јапан и потписао за Кавасаки фронтале уз припадајуће обештећење Војводини од милион и по евра.

## Репрезентација
Позиван је у млађу омладинску селекцију Србије коју је тада предводио Иван Томић. За репрезентацију узраста до 19 година старости дебитовао је на отварању турнира „Стеван Вилотић Ћеле”, првог дана септембра 2016. године. Касније је позиван и током квалификационог циклуса за Европско првенство. Био је стрелац на пријатељској утакмици са Бугарском у фебруару наредне године.

## Статистика

### Клупска
Ажурирано 10. августа 2025.
| Клуб                              | Сезона   | Лига             | Лига | Лига | Национални куп | Национални куп | Лига куп | Лига куп | Континентално | Континентално | Остало | Остало | Укупно | Укупно |
| Клуб                              | Сезона   | Дивизија         |      | Гол  |                | Гол            |          | Гол      |               | Гол           |        | Гол    |        | Гол    |
| --------------------------------- | -------- | ---------------- | ---- | ---- | -------------- | -------------- | -------- | -------- | ------------- | ------------- | ------ | ------ | ------ | ------ |
|                                   |          |                  |      |      |                |                |          |          |               |               |        |        |        |        |
| Црвена звезда                     | 2016/17. | Суперлига Србије | —    | —    | —              | —              | —        | —        | —             | —             | —      | —      | 0      | 0      |
| Црвена звезда                     | 2017/18. | Суперлига Србије | —    | —    | —              | —              | —        | —        | —             | —             | —      | —      | 0      | 0      |
| Црвена звезда                     | Укупно   | Укупно           | —    | —    | —              | —              | —        | —        | —             | —             | —      | —      | 0      | 0      |
|                                   |          |                  |      |      |                |                |          |          |               |               |        |        |        |        |
| ОФК Београд (двојна регистрација) | 2016/17. | Прва лига Србије | 6    | 1    | —              | —              | —        | —        | —             | —             | —      | —      | 6      | 1      |
|                                   |          |                  |      |      |                |                |          |          |               |               |        |        |        |        |
| Борац Чачак (позајмица)           | 2017/18. | Суперлига Србије | 18   | 0    | 0              | 0              | —        | —        | —             | —             | —      | —      | 18     | 0      |
|                                   |          |                  |      |      |                |                |          |          |               |               |        |        |        |        |
| Ламија                            | 2018/19. | Суперлига Грчке  | 7    | 0    | 5              | 1              | —        | —        | —             | —             | —      | —      | 12     | 1      |
| Ламија                            | 2019/20. | Суперлига Грчке  | 32   | 1    | 4              | 2              | —        | —        | —             | —             | —      | —      | 36     | 3      |
| Ламија                            | 2020/21. | Суперлига Грчке  | 28   | 4    | 2              | 0              | —        | —        | —             | —             | —      | —      | 30     | 4      |
| Ламија                            | 2021/22. | Суперлига Грчке  | 25   | 1    | 6              | 1              | —        | —        | —             | —             | 1      | 0      | 32     | 2      |
| Ламија                            | 2022/23. | Суперлига Грчке  | 12   | 0    | 2              | 0              | —        | —        | —             | —             | —      | —      | 14     | 0      |
| Ламија                            | Укупно   | Укупно           | 104  | 6    | 19             | 4              | —        | —        | —             | —             | 1      | 0      | 124    | 10     |
|                                   |          |                  |      |      |                |                |          |          |               |               |        |        |        |        |
| Железничар Панчево                | 2023/24. | Суперлига Србије | 35   | 8    | 1              | 0              | —        | —        | —             | —             | 2      | 2      | 38     | 10     |
| Железничар Панчево                | 2024/25. | Суперлига Србије | 19   | 9    | 0              | 0              | —        | —        | —             | —             | —      | —      | 19     | 9      |
| Железничар Панчево                | Укупно   | Укупно           | 54   | 17   | 1              | 0              | —        | —        | —             | —             | 2      | 2      | 57     | 19     |
|                                   |          |                  |      |      |                |                |          |          |               |               |        |        |        |        |
| Војводина                         | 2024/25. | Суперлига Србије | 17   | 5    | 3              | 0              | —        | —        | —             | —             | —      | —      | 20     | 5      |
| Војводина                         | 2025/26. | Суперлига Србије | 0    | 0    | —              | —              | —        | —        | —             | —             | —      | —      | 0      | 0      |
| Војводина                         | Укупно   | Укупно           | 17   | 5    | 3              | 0              | —        | —        | —             | —             | —      | —      | 20     | 5      |
|                                   |          |                  |      |      |                |                |          |          |               |               |        |        |        |        |
| Кавасаки фронтале                 | 2025.    | Џеј 1 лига       | 1    | 0    | 0              | 0              | 0        | 0        | —             | —             | —      | —      | 1      | 0      |
|                                   |          |                  |      |      |                |                |          |          |               |               |        |        |        |        |
| Каријера                          | Каријера | Каријера         | 200  | 29   | 23             | 4              | 0        | 0        | —             | —             | 3      | 2      | 226    | 35     |
|                                   |          |                  |      |      |                |                |          |          |               |               |        |        |        |        |

### Утакмице у дресу репрезентације
| Репрезентација Србије у узрасту до 19 година старости | Репрезентација Србије у узрасту до 19 година старости                    | Репрезентација Србије у узрасту до 19 година старости                    | Репрезентација Србије у узрасту до 19 година старости                    | Репрезентација Србије у узрасту до 19 година старости                    | Репрезентација Србије у узрасту до 19 година старости                    | Репрезентација Србије у узрасту до 19 година старости                    | Репрезентација Србије у узрасту до 19 година старости | Репрезентација Србије у узрасту до 19 година старости | Репрезентација Србије у узрасту до 19 година старости |
| #                                                     | Датум                                                                    | Такмичење                                                                | Локација                                                                 | Домаћин                                                                  | Резултат                                                                 | Гост                                                                     | Гол                                                   | Реф.                                                  |                                                       |
| ----------------------------------------------------- | ------------------------------------------------------------------------ | ------------------------------------------------------------------------ | ------------------------------------------------------------------------ | ------------------------------------------------------------------------ | ------------------------------------------------------------------------ | ------------------------------------------------------------------------ | ----------------------------------------------------- | ----------------------------------------------------- | ----------------------------------------------------- |
| 1.                                                    | 1. септембар 2016.                                                       | Меморијални турнир „Стеван Вилотић Ћеле”                                 | Градски стадион, Суботица                                                | Србија                                                                   | 2 : 1                                                                    | Сједињене Америчке Државе                                                |                                                       | [ 25 ]                                                |                                                       |
| 2.                                                    | 14. децембар 2016.                                                       | Пријатељска утакмица                                                     | Сан Бенедето                                                             | Италија                                                                  | 0 : 0                                                                    | Србија                                                                   |                                                       | [ 41 ]                                                |                                                       |
| 3.                                                    | 21. фебруар 2017.                                                        | Пријатељска утакмица                                                     | Кућа фудбала, Стара Пазова                                               | Србија                                                                   | 3 : 1                                                                    | Бугарска                                                                 |                                                       | [ 42 ]                                                |                                                       |
| 4.                                                    | 23. фебруар 2017.                                                        | Пријатељска утакмица                                                     | Кућа фудбала, Стара Пазова                                               | Србија                                                                   | 4 : 1                                                                    | Бугарска                                                                 | Гол                                                   | [ 28 ]                                                |                                                       |
| 5.                                                    | 7. март 2017.                                                            | Пријатељска утакмица                                                     | Кућа фудбала, Стара Пазова                                               | Србија                                                                   | 0 : 5                                                                    | Босна и Херцеговина                                                      |                                                       | [ 43 ]                                                |                                                       |
| 5                                                     | Укупан број утакмица, постигнутих погодака и минута проведених на терену | Укупан број утакмица, постигнутих погодака и минута проведених на терену | Укупан број утакмица, постигнутих погодака и минута проведених на терену | Укупан број утакмица, постигнутих погодака и минута проведених на терену | Укупан број утакмица, постигнутих погодака и минута проведених на терену | Укупан број утакмица, постигнутих погодака и минута проведених на терену | 1                                                     |                                                       |                                                       |